# Сен-Жильда-де-Буа
Сен-Жильда-де-Буа (фр. Saint-Gildas-des-Bois) ― коммуна на западе Франции, находится в регионе Пеи-де-ла-Луар, департамент Атлантическая Луара, округ Сен-Назер, кантон Поншато. Расположена в 51 км к северо-западу от Нанта и 61 59 км к востоку от Вана, в 9 км от национальной автомагистрали N165. В центре коммуны находится железнодорожная станция Сен-Жильда-де-Буа линии Савене-Ландерно.
Население (2017) — 3 774 человека.

## Достопримечательности
- Бенедиктинское аббатство Сен-Жильда-де-Буа XII века, закрытое во время Революции
- Шато Ла-Барийет
- Лицей и колледж Габриэль Деше

## Экономика
Структура занятости населения:
- сельское хозяйство — 6,8 %
- промышленность — 10,9 %
- строительство — 11,3 %
- торговля, транспорт и сфера услуг — 31,6 %
- государственные и муниципальные службы — 39,5 %

Уровень безработицы (2017 год) — 9,8 % (Франция в целом — 13,4 %, департамент Атлантическая Луара — 11,6 %). 

Среднегодовой доход на 1 человека, евро (2017 год) — 20 220 (Франция в целом — 21 110, департамент Атлантическая Луара — 21 910).

## Демография
Динамика численности населения, чел.

## Администрация
Пост мэра Сен-Жильда-де-Буа с 2020 года занимает Жан-Франсуа Легран (Jean-François Legrand). На муниципальных выборах 2020 года он был единственным кандидатом.
| Период | Период | Фамилия            | Партия                                                        | Примечания                                                     |
| ------ | ------ | ------------------ | ------------------------------------------------------------- | -------------------------------------------------------------- |
| 1971   | 1983   | Клод Тома          |                                                               |                                                                |
| 1983   | 2001   | Андре Трийяр       | Объединение в поддержку Республики, Союз за народное движение | ветеринар, член Генерального совета департамента               |
| 2001   | 2008   | Патрисия Бертен    | Разные правые                                                 | банковский работник                                            |
| 2008   | 2020   | Андре Трийяр       | Союз за народное движение, Республиканцы                      | ветеринар, президент Генерального совета департамента, сенатор |
| 2020   |        | Жан-Франсуа Легран | Разные центристы                                              |                                                                |

## Галерея

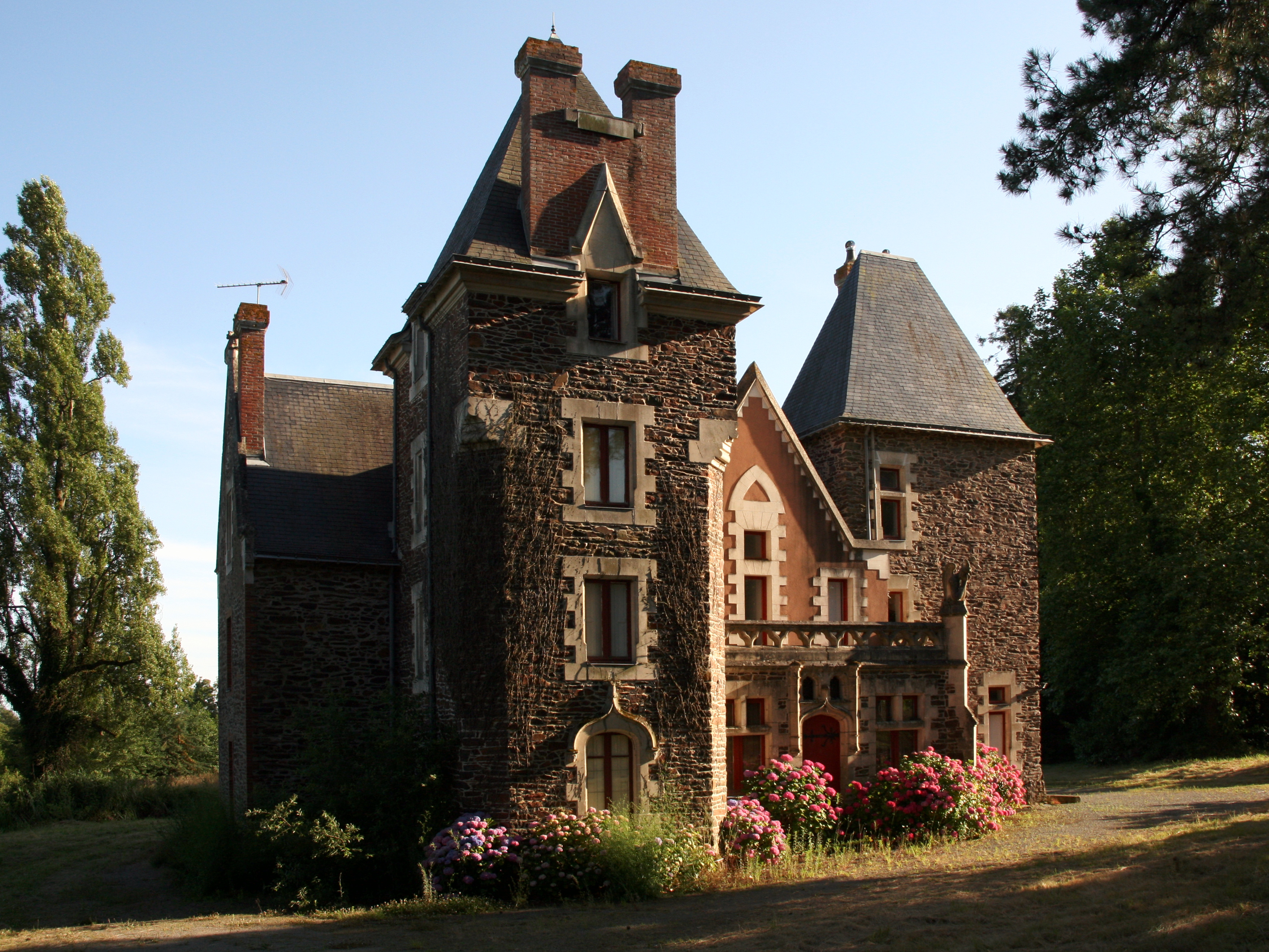
Шато Ла-Барийет
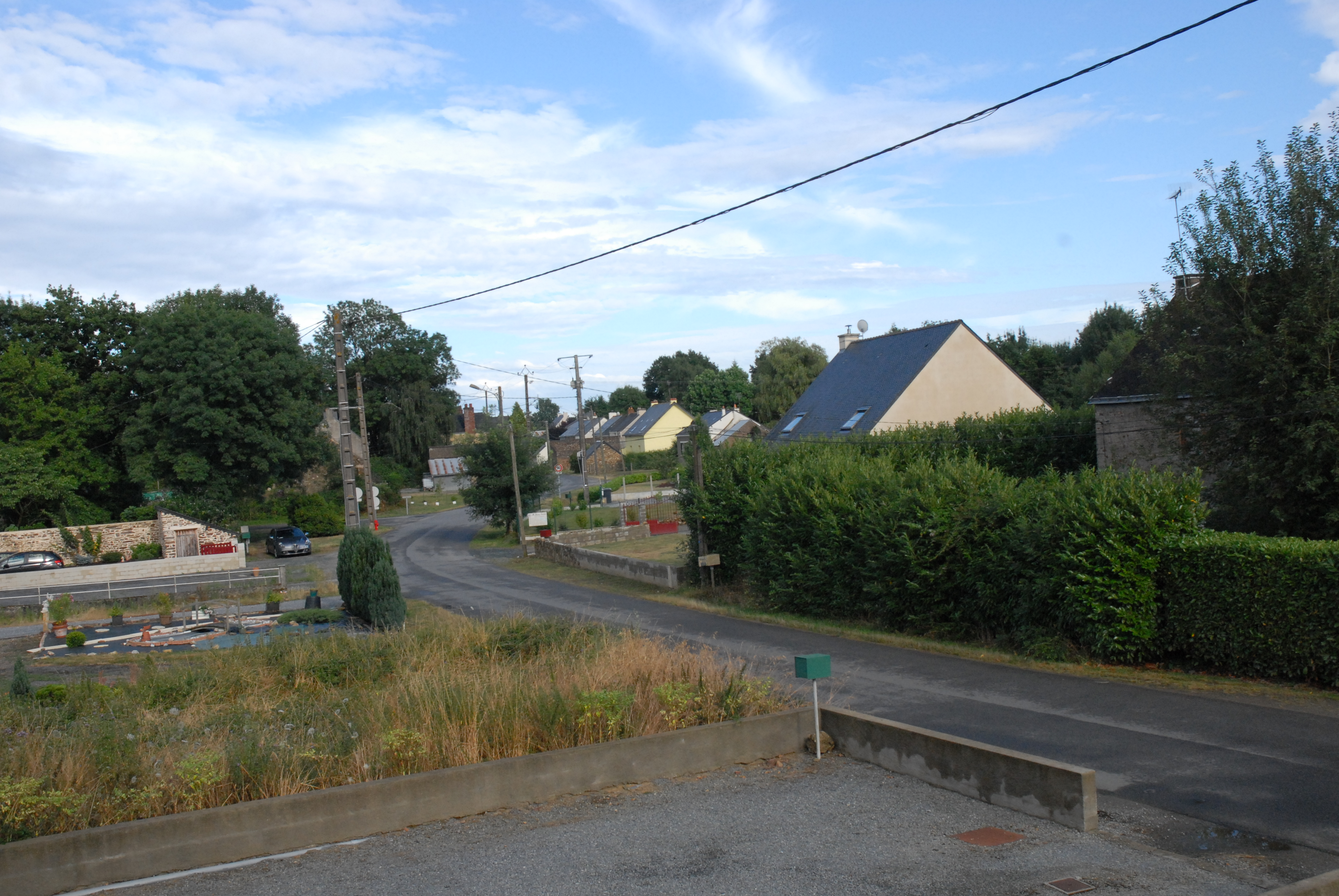
Панорама коммуны